# Lazzaro
Lazzàro is een plaats (frazione) in de Italiaanse gemeente Motta San Giovanni.